# Lin Sang
Lin Sang (n. 17 august 1977, Putian⁠(d), Republica Populară Chineză) este o arcașă ce a reprezentat Republica Populară Chineză, medaliată olimpică. A participat la o ediție a Jocurilor Olimpice (2004) în care a câștigat o medalie de argint.